# Чумли
Чумли — село в Кайтагском районе Республики Дагестан.
Образует сельское поселение село Чумли как единственный населённый пункт в его составе. Административный центр сельсовета с 1927 года.

## География
Село расположено по обоим берегам реки Янгичай (бассейн р. Артозень), в 15 км к северо-западу от районного центра — села Маджалис.
У подножия горы Шахтепе 1224 м.

## История
Точной даты основания села неизвестна. Есть сведения из архивов (ЗАПИСКА О СОСЛОВНО-ПОЗЕМЕЛЬНОМ СТРОЕ В КАЙТАГЕ) 1901г.
Жители сел. Чумлы (за исключением 2 дворов, происходящих от чагар) считают себя выходцами из Верхнего Кайтага и, не указывая времени поселения, объясняют это так: «Предки наши были бедные люди; найдя место настоящего поселения удобным, расчистили из-под леса для себя пашни и покосы и образовали селение. В то время земля эта никому исключительно не принадлежала, кроме уцмия». Таким образом, происхождение зависимости поселян этих двух магалов можно приписать отчасти обоим упомянутым обстоятельствам.
В селениях Янгикент и Чумлы на памяти жителей не было примера одиночных переселений, но при отце Гатам-бека, Ибах-беке, все жители сел. Чумлы, как показали поверенные, перешли было в сел. Янгикент, в то время управляющим Кайтагом был Джамов-бек Уцмиев из который некоторых уговаривал, других заставлял возвратиться на прежнее место жительства, объяснив поселянам, что селение не может уничтожиться без разрешения государя.

## Население
| 1895  | 1926  | 1939  | 1970  | 1989  | 2002  | 2010  |
| ----- | ----- | ----- | ----- | ----- | ----- | ----- |
| 689   | ↗728  | ↗768  | ↗844  | ↗953  | ↗1011 | ↗1870 |
| 2012  | 2013  | 2014  | 2015  | 2016  | 2017  | 2018  |
| ↘1863 | ↗1885 | ↗1901 | ↗1928 | ↗1942 | ↗1949 | ↗1956 |
| 2019  | 2020  | 2021  | 2023  | 2024  | 2025  |       |
| ↘1946 | ↘1941 | ↘1805 | ↘1792 | ↘1780 | ↘1779 |       |

Национальный состав
По данным Всероссийской переписи населения 2010 года:
| № | Национальность | Численность, чел. | Доля    |
| - | -------------- | ----------------- | ------- |
| 1 | даргинцы       | 1 846             | 98,72 % |
| 2 | другие         | 24                | 1,28 %  |